# Marquesado de Pinares
El marquesado de Pinares es un título nobiliario español, creado el 19 de diciembre de 1763 por el rey Carlos III a favor de Bernardo Riquelme y Salafranca, regidor perpetuo de Murcia y ministro del Consejo de Hacienda.

## Marqueses de Pinares
|                         | Titular                                     | Periodo                 |
| Creación por Carlos III | Creación por Carlos III                     | Creación por Carlos III |
| ----------------------- | ------------------------------------------- | ----------------------- |
| I                       | Bernardo Riquelme y Salafranca              | 1763-1779               |
| II                      | Fernando Riquelme y Salafranca              | 1779-                   |
| III                     | José Riquelme Salafranca Fontes             | ¿?-1847                 |
| IV                      | José Riquelme Salafranca Vivar              | 1847-1894               |
| V                       | Juan Manuel Santisteban y Salafranca        | 1894-1926               |
| VI                      | Ángel de Santisteban y Vivar                | 1926-1972               |
| VII                     | Gonzalo de Santisteban y Bernaldo de Quirós | 1972-2003               |
| VIII                    | Gonzalo de Santisteban Roger                | 2004-actual titular     |

## Historia de los marqueses de Pinares
- Bernardo Riquelme y Salafranca, I marqués de Pinares, regidor perpetuo de Murcia y ministro del Consejo de Hacienda.[1]

Casó con María de los Remedios Fontes Riquelme. En 22 de abril de 1779, le sucedió su sobrino:
- Fernando Riquelme y Salafranca, II marqués de Pinares.[1]

- José Riquelme Salafranca Fontes, III marqués de Pinares.[1]

En 5 de diciembre de 1847, sucedió su sobrino:
- José Riquelme Salafranca Vivar, IV marqués de Pinares.[1]

En 1894, sucedió:
- Juan Manuel Santisteban y Salafranca, V marqués de Pinares.[1]

En 4 de febrero de 1926, sucedió su hijo:
- Ángel de Santisteban y Vivar, VI marqués de Pinares.[1][3]

Casó, en julio de 1920, con María de la Gloria Bernaldo de Quirós y Acosta, hija de Manuel Bernardo de Quirós y Arenas (1859-1891) y de María de la Cinta Acosta y Ros de Olano. En 10 de  febrero de 1972, sucedió su hijo:
- Gonzalo de Santisteban y Bernaldo de Quirós (m. 15 de mayo de 2003), VIII marqués de Pinares.[3][1]

Caso con Rosalía Roger y Hervera. En 6 de febrero de 2004, sucedió su hijo:
- Gonzalo de Santisteban Roger, VIII marqués de Pinares.[1]